# 林育鴻
林育鴻（1988年5月26日—），為台灣的棒球選手之一，曾經效力於中華職棒兄弟象隊，2013年球季結束遭到球隊釋出，守備位置為捕手。

## 經歷
- 台中市力行國小少棒隊
- 台中市西苑高中青少棒隊（2003年畢）
- 台中市西苑高中青棒隊（2006年畢）
- 台中市台灣體院棒球隊
- 中華職棒代訓藍隊
- 台中縣黑社會鰻魚棒球隊
- 中華職棒興農二軍練習生（2008年12月25日－2010年1月1日）
- 台中市大檸檬棒球隊（2010年1月～2011年11月）
- 中華職棒兄弟象隊（2011年12月－2013年12月）

## 職棒生涯成績
| 年度   | 球隊   | 出賽 | 打數 | 安打 | 全壘打 | 打點 | 盜壘 | 四死 | 三振 | 壘打數 | 雙殺打 | 打擊率 |
| ------ | ------ | ---- | ---- | ---- | ------ | ---- | ---- | ---- | ---- | ------ | ------ | ------ |
| 2012年 | 兄弟象 | 25   | 38   | 10   | 0      | 2    | 0    | 1    | 11   | 11     | 2      | 0.263  |
| 2013年 | 兄弟象 | 5    | 5    | 0    | 0      | 0    | 0    | 0    | 2    | 0      | 0      | 0.000  |
| 合計   | 2年    | 30   | 43   | 10   | 0      | 2    | 0    | 1    | 13   | 11     | 2      | 0.233  |

## 特殊事蹟
- 2012年4月14日，於天母棒球場對戰興農牛，擔任先發捕手第九棒，於職棒生涯首打席擊出一壘安打，帶有1分打點。

## 外部連結
- 林育鴻在台灣棒球維基館上的頁面（繁體中文）
- 球員資訊和成績在中華職棒官網（中文）